# جودیت ماسکو
جودیت ماسکو (انگلیسی: Judit Mascó؛ زاده ۱۲ اکتبر ۱۹۶۹) یک مانکن و نویسنده اهل اسپانیا است.